# Reprezentacja Argentyny w piłce nożnej kobiet
Reprezentacja Argentyny w piłce nożnej kobiet – zespół biorący udział w imieniu Argentyny w zawodach piłkarskich. Pierwszy oficjalny mecz rozegrała 3 grudnia 1993 roku (3:2 z Chile). Jej najlepszym osiągnięciem jest faza grupowa mistrzostw świata (2003, 2007, 2019). Wygrała także mistrzostwa Ameryki Południowej w 2006 roku, pokonując w ostatnim meczu Brazylię 2:0. Pozostałe starty w tej imprezie reprezentacja Argentyny kończyła na miejscu drugim (1995, 1998, 2003) lub czwartym (w ostatnim turnieju w 2010 roku). W roku 2008 brała udział w igrzyskach olimpijskich w Pekinie. Obecnie trenerem reprezentacji jest José Carlos Borello, a kapitanem Estefania Banini.